# Silbersee (Calvörde)
Der Silbersee ist ein künstlich (aus einer Sandkuhle) angelegter Baggersee westlich vom Marktflecken Calvörde im Landkreis Börde in Sachsen-Anhalt gelegen.
Der Silbersee ist ein Angelgewässer und wird von einem Angelverband bewirtschaftet. Der See beinhaltet heute Aale, Barsche, Hechte und Karpfen. Mit einer Fläche von 2,00 ha gehört er zu den kleinsten Angelgewässern Sachsen-Anhalts. 
Nördlich des Silbersees liegt der Wegenstedter Teich und der Strahlenberg. Im Osten liegt Calvörde und südlich vom Silbersee sieht man den Mörderberg.